# Platinum & Gold Collection (album de Ace of Base)
Albums de Ace of Base
Exclusive Fan Edition
(2003) The Ultimate Collection
(2005)
Platinum & Gold Collection  est une compilation du groupe suédois Ace of Base sorti sur aux États-Unis en 2003. Lors de sa réédition, il fut renommé The Hits.
La compilation s'est classé 16e au Billboard's Top Electronic Albums Chart le 16 octobre 2004.

## Liste des pites
1. "The Sign"
2. "Cruel Summer"  (Cutfather & Joe Mix)
3. "Don't Turn Around"
4. "Lucky Love" (Original Version)
5. "All That She Wants"
6. "Everytime It Rains" (Metro Radio Mix)
7. "Whenever You're Near Me"
8. "Living In Danger" (D-House Radio Mix)
9. "Happy Nation" (Radio Edit)
10. "Wheel of Fortune"
11. "Never Gonna Say I'm Sorry"
12. "Beautiful Life"